# Irredentismo russo

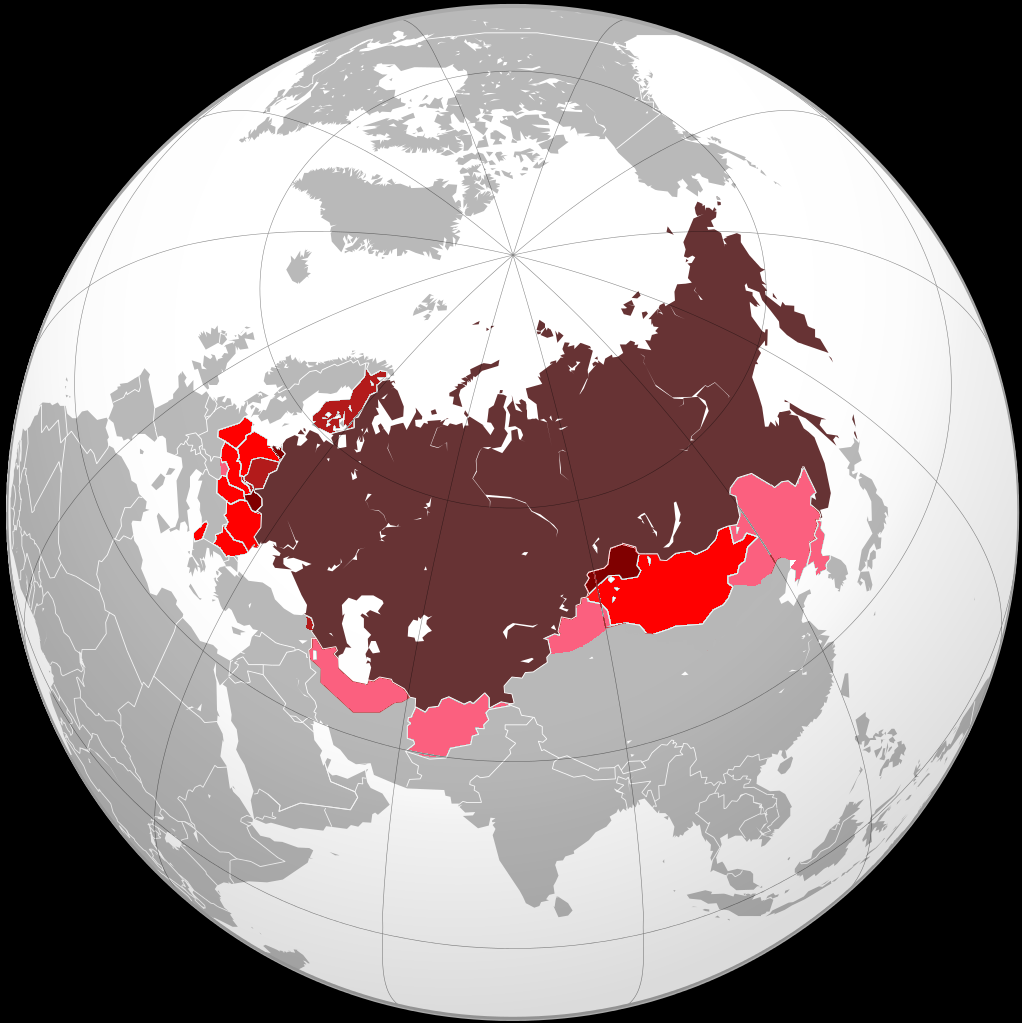
Os territórios e zonas de influência russa datados de 1944 até 1989.

O irredentismo russo é uma aspiração política dos nacionalistas russos e irredentistas em retomar alguns ou todos os territórios das outras repúblicas da ex-União Soviética e do território do antigo Império Russo e uni-las em um único estado russo. Alguns viram a União Soviética como sendo efetivamente   a Grande Rússia devido ao predomínio de interesses políticos russos no Estado soviético. A ideia de uma Grande Rússia tem importante relevância na atual política russa, a exemplo da expansão do Estado russo para incluir a Bielorrússia,  importante tema  político do país, bem como as aspirações políticas de nacionalistas russos na ex-União Soviética (especialmente na Geórgia, Cazaquistão, Moldávia e Ucrânia) para ter seus habitantes reintegrados na Rússia.